# Halaphritis platycephala
Halaphritis platycephala – gatunek ryby z rodziny kłujkowatych, jedyny przedstawiciel rodzaju Halaphritis Last, Balushkin & Hutchins, 2002.

## Występowanie
Wschodni Ocean Indyjski.

## Opis
Osiąga do ok. 17 cm długości.